# Volucella flavoscutella
Volucella flavoscutella är en tvåvingeart som beskrevs av Sack 1928. Volucella flavoscutella ingår i släktet humleblomflugor, och familjen blomflugor. Inga underarter finns listade i Catalogue of Life.